# Leopold Lev z Thun-Hohensteinu
Leopold Lev z Thun-Hohensteinu (též počeštěně z Thun-Hohenštejna, německy Leopold Leo von Thun und Hohenstein, 7. dubna 1811, Děčín – 17. prosince 1888, Vídeň) byl český šlechtic z rodu Thun-Hohensteinů a český a rakouský politik.

## Život
Narodil se jako Leopoldus Fridericus Franciscus Josephus Johannes Hermannus (je znám pod podobou jména Leopold Leo, v češtině Lev) jako nejmladším ze synů Františka Antonína z Thunu. Jeho sestra Anna Marie byla manželkou lékaře Karla Lumbeho, bratr František Antonín II. byl mecenášem umění a politikem, další bratr Bedřich František z Thun-Hohensteinu působil coby diplomat a politik. Leopold Lev Thun-Hohenstein byl vychováván předním pedagogem té doby, Rohrweedenem, který založil ústav pro výchovu mladých šlechticů.
Studoval práva na pražské univerzitě a oblíbil si Bolzana. Poté cestoval po Evropě. Navštívil např. Velkou Británii, kde se seznámil s Jamesem Hope-Scottem a ostatními vedoucími představiteli traktariánského hnutí. Byl ovlivněn romantismem a ultramontanismem.
14. října 1847 se oženil s Karolínou hraběnkou Clam-Martinicovou, se kterou neměl žádné děti. 6. dubna 1848 byl jmenován guberniálním prezidentem Českého království. Lev Thun měl skutečnou sympatii k vlastencům a několika jejich vůdcům, rád nazýval češtinu svým přirozeným jazykem. V hloubi duše však pokládal naděje svých přátel za vidiny, jejich požadavky za přehnané a předčasné. O pražském červnovém povstání v roce 1848, kdy byl studenty vězněn v Klementinu, napsal měšťanu Janu Slavíkovi o svém přesvědčení, že hnutí nemělo podklad národnostní, nýbrž politicko-revoluční.[zdroj?] Na naléhání Palackého, Šafárika a Borovského byl následně propuštěn.
17. července 1848 byl odvolán z funkce guberniálního prezidenta a na jeho místo nastoupil Karl Mecséry.
Hrabě Thun-Hohenstein patřil k feudální straně pravice. Byl členem panské sněmovny, čestným členem Akademie věd, čestným doktorem univerzit ve Lvově a ve Štýrském Hradci. Od 22. srpna 1849 byl ministrem kultu a vyučování, zprvu ve vládě Felixe ze Schwarzenbergu, později až do roku 1860 ve vládě Alexandra Bacha. Provedl řadu školských reforem. Zreformoval střední školství a univerzitní studium hlavně podle německého vzoru, povolával do Rakouska profesory z Pruska a vůbec z Německa. Jeho pro České země významným činem bylo založení reálek pro české obyvatelstvo, kde se však zprvu vyučovala většina předmětů německy.
Byl jedním z prvních zakladatelů Matice české a roku 1849 byl povolán za člena Sboru pro vzdělání řeči a literatury české při Matici české. Později se od národnostních snah Čechů vzdálil, k čemuž přispěla jeho účast na rakouském konkordátě roku 1855.
V zemských volbách v roce 1861 byl zvolen do Českého zemského sněmu, kde zastupoval velkostatkářskou kurii. Rezignoval v listopadu 1866.